# The Junior Officer
Pour plus de détails, voir Fiche technique et Distribution.
The Junior Officer est un film muet américain réalisé par Frank Montgomery et sorti en 1912.

## Fiche technique
- Titre : The Junior Officer
- Réalisation : Frank Montgomery
- Scénario : Lanier Bartlett
- Photographie :
- Montage :
- Producteur : William Selig
- Société de production : Selig Polyscope Company
- Société de distribution : Selig Polyscope Company
- Pays d'origine :  États-Unis
- Langue : film muet avec les intertitres en anglais
- Métrage : 300 mètres
- Format : Noir et blanc — 35 mm — 1,33:1 — Muet
- Genre : Film dramatique
- Durée : 10 minutes
- Dates de sortie : 
  -  États-Unis : 22 mars 1912

## Distribution
- Hobart Bosworth
- Roy Watson
- Eugenie Besserer
- Anna Dodge
- Lillian Hayward
- Betty Harte
- Camille Astor
- Jacqueline Hayward
- Frank Richardson